# Marian Radzik
Marian Radzik (ur. 31 sierpnia 1916 w Krakowie, zm. 9 sierpnia 1982) – polski kompozytor i pianista. 

## Życiorys
Ukończył Konserwatorium w Krakowie (1938) i Wydział Prawa UJ. Debiutował jako pianista tuż przed II wojną światową. Po wojnie w latach 40. grał w orkiestrze Zygmunta Karasińskiego, objeżdżającej kraj z koncertami „1000 taktów muzyki jazzowej”, później „1000 taktów muzyki”. Na początku lat 50. założył własny zespół instrumentalny. Współpracował z Polskimi Nagraniami i z Polskim Radiem (m.in. w Podwieczorku przy mikrofonie) oraz z teatrami warszawskimi. Był stałym akompaniatorem Ludwika Sempolińskiego. Jako kompozytor debiutował w pierwszej połowie lat 50. XX wieku.
Występował na Festiwalu Piosenki Radzieckiej w Zielonej Górze.
Twórca muzyki scenicznej, m.in. do Klubu kawalerów Michała Bałuckiego. Także autor utworów instrumentalnych, jak „Humoreska”, „Burleska”, „Migawki krakowskie”, „Derby” (z A. Horbowskim), „Recepta na szczęście” i in. oraz licznych piosenek. Piosenki Mariana Radzika wykonywali m.in. Maria Koterbska, Marta Mirska, Rena Rolska, Olgierd Buczek, Tadeusz Woźniakowski, Chór Czejanda.
Spoczywa na Cmentarzu Północnym na Wólce Węglowej w Warszawie.

## Piosenki (wybór)
- „Nie o mnie” (sł. Marian Załucki, wyk. Maria Koterbska) – 1953
- „Piosenka z dziwnym refrenem” (sł. Ludwik Jerzy Kern) – 1955
- „On gra na skrzydle” (sł. Ludwik Jerzy Kern) – 1956
- „Balbina” (sł. Jadwiga Dumnicka) – 1957
- „Chcę wczasów w Rio” (sł. Bolesław Żabko-Potopowicz) – 1957
- „Mój nieśmiały chłopiec” (sł. Nina Pilchowska) – 1957
- „Twój mały zegarek” (sł. Jadwiga Dumnicka, Andrzej Tylczyński) – 1957
- „Frant” (sł. Jerzy Skokowski) – 1958
- „Hi hej ho” (sł. Bolesław Żabko-Potopowicz) – 1958
- „Kot na klawiszach” (sł. Halina Kocznorowska) – 1958
- „Słowa purpurowe” (sł. Jadwiga Dumnicka) – 1958
- „A w studni woda cicho lśni” (sł. Aleksander Rymkiewicz) – 1959
- „O la la mandolina” (sł. Henryk Gaworski) – 1959
- „Dziwny ogród” (sł. Aleksander Rymkiewicz) – 1960
- „Filatelista mimo woli” (sł. Zbigniew Kaszkur) – 1960
- „Gdyby pan był mym znajomym” (sł. Mirosław Łebkowski) – 1960
- „Liliowy parasol” (sł. Jadwiga Dumnicka) – 1961
- „Pikowa dama” (sł. Mirosław Łebkowski) – 1961
- „Piosenka o ziemi” (sł. Jerzy Jesionowski) – 1961
- „Trzymaj się powietrza” (sł. J. Bester) – 1961
- „Spódnice jak tulipany” (sł. Jadwiga Dumnicka) – 1962
- „Ty jesteś moje hobby” (sł. Jan Brzechwa) – 1962
- „Żołnierska piosenka” (sł. Adam Hosper) – 1962
- „Samotne oczekiwanie” (sł. Bolesław Żabko-Potopowicz) – 1963
- „Ballada bieszczadzka” (sł. Edward Fiszer) – 1964
- „Pierwszy krawa”t (sł. Teresa Filińska) – 1964
- „Mój brat” (sł. Kazimierz Winkler) – 1965
- „Nad Czarną Hańczą” (sł. Zbigniew Kaszkur, Zbigniew Zapert) – 1965
- „Trzeba się śmiać” (sł. Jerzy Miller) – 1965
- „Chrząszcz” (sł. Czesław Kruszewski) – 1974
- „Piosenka wiarusa” (sł. Z. Morawski) – 1975
- „Rozalia i Antoni” (sł. Jadwiga Dumnicka)
- „Spojrzenie takie bywa” (sł. Aleksander Rymkiewicz)
- „To właśnie jest cyrk” (sł. Cz. Kruszewski)
- „Moje drzewa” (sł. Wiktor Maksymkin)
- „Dość mam tego”, „Gerbery” i inne.